# Ufuldendt stykke for mekanisk klaver
Ufuldendt stykke for mekanisk klaver (russisk: Неоконченная пьеса для механического пианино, translit.: Neokontjennaja pjesa dlja mekhanitjeskogo pianino) er en sovjetisk spillefilm fra 1977 produceret af Mosfilm og instrueret af Nikita Mikhalkov, der også spiller en af filmens hovedroller.  Filmen er baseret op Anton Tjekhovs skuespil Platonov, og en række af Tjekovs øvrige historier. Mikhalkov skrev filmens manuskript i samarbejde med Aleksandr Adabasjan, der også var scenograf på filmen.

## Handling
Nogle medlemmer af adelen samles i et hus på landet i Rusland i begyndelsen af det tyvende århundrede. Som dagen skrider frem, udvikler relationer sig, og spørgsmålet opstår, hvor disse nye relationer vil føre hen.

## Medvirkende
- Aleksandr Kaljagin som Mikhail Vassiljevitj Platonov[4]
- Jelena Solovej som Sophia Jegorovna
- Jevgenija Glusjenko som Sasjenka
- Antonina Sjuranova som Anna Petrovna Voinitseva
- Jurij Bogatyrjov som Sergej Pavlovitj Voinitsev
- Nikita Mikhalkov som Nikolaj Ivanovitj Triletskij

## Modtagelse
Filmen har i dag en "approval rating" på 86% på websitet Rotten Tomatoes og en score på 8,0 ud af 10.
Den japanske filminstruktør Akira Kurosawa har nævnt filmen som værende blandt hans 100 favoritfilm.